# Adrian Quist

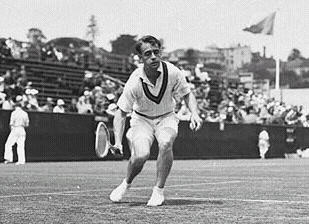
Adrian Quist nos anos 30.

Adrian Karl Quist (Adelaide, Austrália Meridional, 4 de agosto de 1913 - Sydney, Nova Gales do Sul 17 de novembro de 1991) foi um tenista profissional australiano. Foi introduzido no International Tennis Hall of Fame em 1984.